# Hugo Rincón Lumbreras
Hugo Rincón Lumbreras (nascut el 27 de gener de 2003) és un futbolista navarrès que juga com a lateral dret al Girona FC, cedit per l'Athletic Club.

## Carrera professional
Nascut a Valtierra, Navarra, Rincón va començar la seva carrera al planter del CA Osasuna abans de fitxar per l'Athletic Club el 2018 als 15 anys, convertint-se en l'últim d'una llarga llista de jugadors que van fer el canvi de Pamplona a Biscaia (el més recent va ser amb un altre lateral dret del mateix districte, Jesús Areso, un any abans).  Va debutar com a sènior amb el Bilbao Athletic, l'equip filial de tercera divisió del club, el maig de 2021 en un partit de Segona Divisió B contra el CD Tudelano en què va encaixar un penal aviat, però per la resta va fer una gran actuació.  Va jugar sis partits més amb ells la temporada següent, però va passar la major part de la campanya amb el CD Basconia, l'equip filial de cinquena divisió del club.
Amb la marxa del jugador més gran Álvaro Núñez l'estiu del 2022 (Areso havia tornat a Osasuna un any abans), Rincón va ser nomenat titular del Bilbao Athletic a la temporada 2022-23 de la Primera Federació,  perdent-se només un dels primers 24 partits (per una sanció per una targeta vermella) fins que es va lesionar contra el FC Barcelona Atlètic el 18 de febrer del 2023,  perdent-se diverses setmanes d'acció mentre el jove equip lluitava contra el descens. Malgrat aquest revés, a causa de les seves bones actuacions i la incertesa sobre el futur dels quatre homes més experimentats en la seva posició (Óscar de Marcos, Iñigo Lekue, Ander Capa i Álex Petxarroman), es va informar als mitjans locals que encara participaria a la propera pretemporada amb el primer equip.  Va recuperar la plena forma física el maig del 2023.
Durant la temporada 2023-24, Rincón va ser convocat entre els suplents en 11 partits de Lliga amb l'Athletic, però no va debutar; en canvi, va aparèixer 25 vegades amb el Bilbao Athletic, com a capità de l'equip que va recuperar la tercera divisió immediatament després de guanyar el seu grup de la Segona Federació, perdent només dues vegades.  El 6 d'agost de 2024, va renovar el seu contracte amb els Lleons fins al 2028, i va ser cedit al CD Mirandés de la Segona Divisió cinc dies després.
Després d'una bona temporada amb el Mirandés (juntament amb els seus companys cedits Urko Izeta i Unai Egiluz) en què van lluitar per l'ascens a la màxima divisió (perdent a la final del play-off), Rincón va tornar a l'Athletic de Bilbao per a la pretemporada 2025-26, però va ser cedit a un altre club de primera divisió, el Girona FC, el 29 de juliol de 2025. Va debutar-hi en un partit de pretemporada contra el Deportivo Alavés, en què va donar una assistència de gol.

## Vida personal
El seu cosí Pablo Ibáñez també és futbolista.

## Palmarès
Bilbao Athletic
- Segona Federació (Grup 2): 2023–24[7]